# Euphionella robusta
Euphionella robusta är en ringmaskart som beskrevs av Elise Wesenberg-Lund 1962. Euphionella robusta ingår i släktet Euphionella och familjen Polynoidae. Inga underarter finns listade i Catalogue of Life.